# Sungai Ungar Utara
Sungai Ungar Utara is een bestuurslaag in het regentschap Karimun van de provincie Riau-archipel, Indonesië. Sungai Ungar Utara telt 2.082 inwoners (volkstelling 2010).